# ライトニング・マックィーン
ライトニング・マックイーン（英：Lightning McQueen）は、ディズニー・ピクサー映画カーズシリーズに登場する架空のキャラクターである。

## 設定
- 「ピストン・カップ」レーサーのゼッケン95番のレーシングカー。
- スポンサーは、バンパー錆取り用クリーム会社「ラスティーズ」。
- 「カチャウ（KACHOW）」（日本語では「カッチャオ」）が決めゼリフ。カーズの制作中にマックィーンの声優であるオーウェン・ウィルソンが「稲妻を言葉で表せ」と言われた際、「カチャウ！カチャーウ！」と言った事で生まれた言葉である。
- 一人称は「僕」。
- レース前に、「集中、スピード、僕は速い」から始まる瞑想を必ずする。実際に、1作目のダイナコ400とその決勝戦のレース前、2作目の日本でのレース前、3作目のダイナコ・ライト350とフロリダ500のレース前、ビーチでのトレーニング前にもしている。

### 経歴
2005年シーズンにてレース界に登場し、ルーキーとして注目を浴びる。しかし、同年度の「ピストン・カップ」最終レース直前にひょんなことからラジエーター・スプリングスに辿り着き、以降そこを本拠地とする。『カーズ2』の時点では「ピストン・カップ」で4回連続優勝を記録し、2016年シーズンまでに7回の優勝歴を記録している。2016年シーズン最終戦でのクラッシュ事故により、クルーズ・ラミレスをトレーナーにした特訓「再生プロジェクト」を開始し、2017年シーズン初戦「フロリダ500」にて、レーサー兼クルーズのクルーチーフ、トレーナーに転身する。

### 車体
24ケージ冷延鋼板メタル製の、2006年型ピストン・カップ・レースカー特注仕様車。車台は高強度チューブフレーム、エンジンは750馬力のフル・レース対応V8エンジン。0-60mph加速4秒、最高到達速度時速198マイル（時速319キロ）の性能。赤を基調とした車体で、車体の所々にステッカーが多数貼られている。両側面にはトレードマークの稲妻と「95」のステッカーが、ボンネットには「ラスティーズ」のロゴマークのステッカーが貼られている。(『カーズ2』からの二作品ではステッカーは全てラモーンによるペイントに変わっている。)サーキットが明るくヘッドライトが不要なためヘッドライトもステッカーになっていたが、『カーズ2』以降の二作品については本物のヘッドライトが取り付けられている。『カーズ/クロスロード』でトレーナーであるクルーズに自分のタイヤに名前をつけるよう指示された際には、レフティー（左前輪）、ライティー（右前輪）、バッキー（右後輪）、バッキーJr.（左後輪）と名付けた。
モデルとなった実車に関し、監督であるジョン・ラセターはロサンゼルス・タイムズの取材に対して、「NASCARのレーシングカーは空力のため平べったく全然面白みがなかった。そこでストックカーと、ローラやフォード・GT40といった曲線美あふれるルマンレーシングカーをハイブリッドして創作した。」と語っている。

### 他のキャラクターとの関係

#### カーズ
- メーターとは、親友。
- サリーとは、恋人関係。
- ドック・ハドソンを、師匠として尊敬している。
- マックは、移動時いつも一緒で、友達。
- キングとはライバルだが、先輩として尊敬している。
- チック・ヒックスとは、ライバル。
- ラスティー・ラスティーズとダスティー・ラスティーズはスポンサーだが、友達の様に仲が良い。

#### カーズ2
- フランチェスコ・ベルヌーイとは、良きライバル。

#### カーズ/クロスロード
- キャル・ウェザーズとボビー・スウィフト、ブリック・ヤードレィ[2]とは、レース仲間であり、ライバルだが、お互いに尊敬しあっている。
- ジャクソン・ストームとは、ライバルである。
- クルーズ・ラミレスのトレーニングとクルーチーフをしている。
- ジェフ・ゴルベットとは、同じ「年寄り」の友人。

### マックィーンのチーム

#### ラスティーズ
《社長》
ラスティーとダスティー
マックィーンのスポンサーの兄弟。2人とも車体が錆びている。
スターリング
3作目から登場する新しい、スポンサーの社長。
《クルーチーフ》
マックィーンにクビされたクルーチーフたち
3台いる。設定のみのキャラクター。このうち1台は、マンガで、顔が明らかにされている。
ドック・ハドソン
マックィーンのクルーチーフをしていた、伝説のピストン・カップのレーサー。マックィーンの師匠。
スモーキー
フロリダ500の途中までという短い間、マックィーンとクルーズのクルーチーフをした。
《ピットクルー》
ノット・チャック
マックィーンの元ピットクルー。自分を「チャック」と呼ぶマックィーンに「俺の名前はチャックじゃない！（My Name is not Chuck!）」と、怒ってマックィーンのピットクルーを辞めた。本名は不明。
ノット・チャックの仲間たち
マックィーンの元ピットクルー。ノット・チャックと共にマックィーンのピットクルーを辞めた。大きさ、形も目の色も様々。
グイド
マックィーンのタイヤ交換係。
フィルモア
マックィーンの燃料係。
ルイジ
グイドを手伝う。
サージ
マックィーンの整備係。
《トレーラー》
マック
チーム・ラスティーズのトレーラーヘッド。マックィーンの唯一の友達でもあった。

#### ダイナコ
《社長》
テックス・ダイナコ
スターリングから、ラスティーズを買い取った。
《レーサー》
クルーズ・ラミレス
マックィーンの元トレーナー。
《ピットクルー》
グイド
フィルモア
ルイジ
サージ
《トレーラー》
マック
トレーラーは、ダイナコに合わせたデザインに変わったと思われるが、マテルではクルーズ専用の新世代レーサー輸送用トレーラーが発売されている（amazonでのみの発売）。

#### ワールドグランプリ
メーター
クルーチーフ。
グイド
タイヤ交換係。
ルイジ
グイドを手伝う。
フィルモア
燃料補給係。
サージ
サスペンション担当。

## 登場作品

### 長編
カーズ
「ピストン・カップ」レーサーのルーキーとして登場。ルーキーとして注目を浴び、有頂天で栄光ばかりに目が行っているせいか自信過剰で自分勝手な性格である。2005年シーズン最終戦「ダイナコ400」で初の新人チャンピオンを狙うが、マックィーンを含む3台が同着となり、王座決定戦が行われるカリフォルニアへの移動中、トラブルにより田舎町「ラジエーター・スプリングス」に迷い込み道路を壊してしまったため、その舗装を請け負う羽目に。当初は住人達を嫌い、一刻も早くカリフォルニアに向かいたい一心であったが、住人達の優しさに触れていき成長していく。成長した彼はすっかり変わり、優しい性格になる。三度目の日で「ドライブするのはいいけどどこに行くの？」とサリーと一緒にドライブをしてそこで彼女からラジエータースプリングスの過去を知る。さらにそこでレースタイヤを履いて疾走するドックを目撃し、彼に「なんでレーサーを辞めたの？」と言うと彼に54年の大クラッシュを知る。彼に「俺は捨てられたんだ…修理済んで歓迎されると思ったらこう言われたんだ…お前は終わったとな…みんなは新人に夢中になっていた…俺はまだ走れたのに望みはなかった…」と事実を知る。ドックが彼を街から追い出そうとしたのはマックィーンがレーサーだからである。そんな彼は「なんで僕を嫌うの？不満な態度を取っているのはキミじゃないか」と判断するが彼から「さっさと道を直して出ていけ」と言われる。四度目の翌日でシェリフから「こんなとこで何してる？レースに送れるぞ！任せとけ、俺が先導して間に合わせてやるから」と言っていたが、彼は「ありがとうシェリフ。気持ちはわかるけど、でも行けないんだ、まだね。」と言う。すっかり街が気に入った彼はホワイトオールタイヤやペイントなどの買い物をして、住人達を喜ばせた。しかし、そこへやって来たマスコミやマックに発見され、お別れを言うこともできずに去ってしまう。去る前はサリーに「サリー…僕…君に…なんて言ったらいいか…」と言ったがサリーから「それ以上のことをしてくれた」と言った後、二人は涙する。実はマスコミとマックを呼んだのはドックだった。それ見たサリーは「みんなのため？自分のためでしょ？」と同じく彼の不満な態度に見損なう。そして、レースが始まったときはラジエータースプリングスのことを思っていたため、諦めようとしたとき、レース会場にメーターやドック達がチームとして応援に来てくれたことでやる気を取り戻す。レース会場に来たドックに「もう戻らないて言ってたのに」と言うが彼の話によると「だが仕方がないだろう、メーターがさよなら言ってないんだ」とそれで考えを深めてドックが和解し、素顔を見せたのだ。ラフプレーを使うチックの妨害をよけながら一位になり、ついにゴールしそうになったが、チックが「お前の後ろで終わるのだけはごめんだ！！」と言いながら最下位になりたくないあまりに彼のラフプレーによってキングがクラッシュしてしまう。それ見て、ドックの大事故と同じだと感じ取り、ゴール手前で急ブレーキを掛け、チックに一位を譲る。そして、彼の元へ駆けつけ、彼を後押しする。押しているときは「優勝カップを捨てたんだぞ…いいのか？」とキングは言っていたが、彼は「いいんだ、あるじいちゃんレーシングカーが教えてくれたんだ。あんなのただの置物だって」と言った。結果、ビリでゴールする。一位になったチックはラフプレーをしたのが原因で観客やマスコミたちの怒りを買い、ブーイングを食らって会場を去るという自業自得の結果を迎える。この時は優勝した彼は「なんで怒る！？もっと喜んでよ！チック時代が始まったのに！」と言うなどで自分がやったことも全然反省してなかった。優勝はできなかったが、キングの妻である夫人に「ありがとう、ライトイング」とキングを助けてくれた感謝のキスをされ「どういたしまして」と言う。そして、ドックから「お前はいいものを持ってる」と言われて感謝する。そこへテックス社長からダイナコと契約することを言われたが、「ありがとうございます社長。でもラスティーズを見捨てるわけにはいかないので、これからも一緒にやります」とラスティーズのおかげで育てられたため、見捨てるわけにはいかないと言って、契約をやめる。代わりに夢であるメーターにヘリコプターに乗せることをお願いした。そして、レース終了後、サリーと再会し、彼女から「ねぇ、今から競争しない？フローの店まで。」と言われて、彼は「その前にドライブがしたいよ。」と言ったが、サリーから嫌だと言われ、彼は「よーし！カッチャオ！！」と言って競争を楽しんだ。
カーズ2
「ピストン・カップ」4連覇を果たし、次のレースまで休養することにしていたが、ひょんなことから「ワールド・グランプリ」に参加することとなり、親友メーター達と共に東京やイタリア、ロンドンでレースに挑む。
日本での第1レースでホリーの無線によってオーバーテイクされてしまい、些細なことからそのせいでフランチェスコに抜かれて負けてしまい、かんかんに怒った彼は「君が原因で負けたんだぞ！君は何をしたか分かってるのか！？」と怒りのあまりに厳しく当たってしまう。結果メーターは責任を感じてラジエータースプリングスに帰ったことから「帰ることなかったのに…僕が言い過ぎたせいだ…」と責任を感じて心に傷を負う。イタリアでの第2レースでフランチェスコを抜いて「やっぱりこうでなきゃね！」と言ってついに1位になった。しかし、「あれ？どうした？他の車はどこ？」と彼がフランチェスコと共にモニターを見るとそこには爆発事故に巻き込まれたレーサーの姿を目撃する。レースを終えた後にマスコミと話していた際、ロンドンでの最終レースで燃料はアリノールと判断する。これにより、彼はザンダップ教授の策略の狙いとなってしまい、それ聞いたメーターは「マックィーン！奴らに殺されるぞ！」とザンダップ教授の策略を知らせようとレース会場に向かい、彼が聞こえたのでついにメーターと再会を果たすがそこにいたのはザンダップ教授の部下のレッカー車だった。結果、メーターはザンダップ教授たちの妨害により囚われしまう。そして、ロンドンのピットにおいてメーターがラジエータースプリングスに帰ってなかったので心配になってサリーたちが来る。レース中でメーターはピットに向かい、避難させようとするとフィンから爆弾はメーター自身に着けられていたことが判断する。ついに彼と再会したが彼に爆弾を着けられているのも知らずに「マックィーン！来たら駄目だ！！」と言うメーターを知らないまま仲直りしようと追いかけた。そして、ザンダップ教授の策略によってメーターと共にまとめて暗殺されそうになったがフィンとホリーによってザンダップ教授は捕えられる。ザンダップ教授はフィンから「仕掛けた爆弾を止めろ！！教授！！」と迫られるがメーターに着けられた爆弾は時限タイマーとなって作動してしまう。この爆弾は音声操作で動いているので解除と言うとリミットが4分から3分になってしまうほど、危険なものだった。彼からの話では「こいつは音声入力した本人でないと解除できないんだ…私じゃないんだよ」とふざけた言い方をするなどで結果、ザンダップ教授は爆弾を着けた人物ではなかったのでホリーによってザンダップ教授は倒される。そこでザンダップ教授の部下達に囲まれてしまうがラジエータースプリングスの仲間達とフィンやホリーと共に彼らと戦い、警察や軍と協力してペッパーファミリーを逮捕した。ペッパーファミリーを倒した後、グイドに頼んで爆弾のボルトを外そうとしたがどのレンチも合わなかった。その時、メーターはどうすればいいのか分かったと気づくがメーターは彼に迷惑をかけたのが原因でラジエータースプリングスではないと言ってショックを受けるが彼は「同じだよ、全部キミの責任じゃない、僕には分かるんだ、キミならできる」と言って日本での第1レースで厳しく当たったことを謝罪する。最後はペッパーファミリーの真の黒幕であるアクセルロッドの正体と悪事を暴いたメーターの活躍で事件は解決し、その後はメーターに「よし決めた、今後は僕のレースに必ずついてくること。」と言って彼と和解し、友情パワー復活となった。事件が解決した後はワールドグランプリの仕切り直しとしてラジエーターグランプリに参加した。
カーズ/クロスロード
「ピストン・カップ」7回の優勝歴を誇るベテランレーサーとなったが、ジャクソン・ストームを初めとした新世代レーサーの台頭による世代交代に焦ったことで、レース中にクラッシュ事故を起こしてしまう。
マックィーン「ダメだ…この…ままじゃ…ダメだ！！行くぞ！！」
それから4ヶ月後、レーサー育成施設「ラスティーズ・レーシング・センター」で若手トレーナーのクルーズ・ラミレスと出会い、共にレースに復帰するための特訓を始める。砂浜での特訓やデモリション・ダービーなど、様々な特訓でクルーズと絆を深め、彼女の夢を後押しする形で人生の大きな決断をする。
決め言葉である「カチャウ」は、本作では1度も発していない。

### 短編
メーターと恐怖の火の玉
メーターが主役のため、マックィーンは脇役として登場。
カーズトゥーン メーターの世界つくり話
「メーターと恐怖の火の玉」同様メーターが主役であり、彼は準主人公的立ち位置である。どのエピソードにもメーターの話し相手として登場。また、彼のホラ話の中にも様々な形で登場しており、基本的に被害を被る役回りである。
カーズトゥーン ラジエーター・スプリングスの仲間たち
第1話は主役回であり、しゃっくりがなかなか止まらなかったが、サリーのキスによりしゃっくりが止まった。第2話ではグイドが看板を使ってダンスしている所を見物していた。第3話はレッドと虫のみが登場しており、彼に限らずレッド以外のラジエータースプリングスの住民全員登場しない。第4話ではラジエータースプリングスに突如現れ町とスタンレーを侮辱する4台のレーシングカーに腹を立て、スタンレーが作ったドライブコースを4台と一緒にレースすることになったのだが、メーターのコース説明が分かりにくかったせいで4台と共に間違った道を進んでしまい、「メーターの作り話」以上の被害を被ってしまう。
カーズ・オン・ザ・ロード
メーターの姉の結婚式に参加するため、彼と二人旅をする。この作品でサーカスのピエロが苦手であることが判明した。
LEGO ピクサー:ブリックトゥーンズ
マックィーンは「カーズ：昔なじみのメーターを信じろ」のみとして登場。

## トリビア
- マックィーンの名前の由来は、2002年に黒色腫により42歳の若さで亡くなったピクサーの元アニメーターグレン・マックイーンである。『ファインディング・ニモ』では、彼の追悼シーンが差し入れられてある。
- 当初のゼッケンは、ジョン・ラセターの誕生年である「57」の予定であったが、『トイ・ストーリー』の誕生年である「95」に変更された。
- ラジエーター・スプリングス仕様のカラーの元ネタは、ルート66を舞台にしたドラマで使用されたシボレー・コルベットである。
- 『トイ・ストーリー3』に、サニーサイド保育園にあるおもちゃとして登場する。